# لوكاس بيازون
لوكاس بيازون، لاعب كرة قدم برازيلي يلعب مع نادي ريدينغ كمهاجم.

## روابط خارجية
- لوكاس بيازون على موقع الاتحاد الدولي (مؤرشف)  (الإنجليزية)
- لوكاس بيازون على موقع الاتحاد الأوربي (الإنجليزية)
- لوكاس بيازون على موقع قاعدة بيانات كرة القدم.إي يو (الإنجليزية)
- لوكاس بيازون على موقع بيانات كرة القدم. دي إي (الألمانية)
- لوكاس بيازون على موقع Soccerbase.com (لاعب) (الإنجليزية)
- لوكاس بيازون على موقع Soccerway.com (الإنجليزية)
- لوكاس بيازون على موقع عالم كرة القدم.نت (الإنجليزية)
- لوكاس بيازون على موقع كووورة
- لوكاس بيازون على موقع AS.com (الإسبانية)